# Plzeň 1
Plzeň 1 je druhý nejlidnatější městský obvod statutárního města Plzně, rozkládající se v jeho severní části. Zaujímá celé katastrální území Bolevec a část katastru Plzeň. Obvod ve svých hranicích vznikl v roce 1981 v souvislosti s rozvojem sídlištní zástavby na jeho území. Zahrnuje historickou část Roudná, vilové čtvrti Lochotín a Bílá Hora a především sídlištní celky Severního Předměstí (sídlištní čtvrti Bolevec, Lochotín, Košutka a Vinice). Mezi historické památky obvodu řadíme zejména středověkou část Roudná s kostelem Všech svatých a jádro bývalé vesnice Bolevec – Boleveckou náves (dnes vesnická památková zóna).

## Historie území
Nejstarší stopy osídlení dnešního území městského obvodu Plzeň 1 sahají až do starší doby kamenné. Z té doby je doložena lidská přítomnost v oblasti Roudné. Od té doby bylo především údolí Mže nepřetržitě osídleno. Například lze uvést 20 plochých žárových hrobů z pozdní doby halštatské, nalezených na Bílé Hoře v ulici Nad Štolou. Nádoby, v nichž byl uložen popel zemřelých, byly usazeny v mělkých jamkách a obvykle ještě překryté miskou nebo šálkem. V blízkosti jednoho z hrobů byly nalezeny i dva jednoduché bronzové náramky. Pozůstatky pozdně halštatského žárového pohřebiště zachyceny rovněž u viaduktu v ulici U Velkého rybníka.
Příchod prvních Slovanů zařazují nálezy ze zaniklé vsi Malice (oblast Roudné) na konec sedmého a začátek osmého století. Osídlení bylo dlouho soustředěno především v blízkosti řeky Mže. Vzdálenější oblasti byly ještě dlouho bez trvalého osídlení.
Stavbou sahající nejdále do minulosti je kostel Všech svatých na Roudné. Byl postaven v románském slohu na počátku 13. století Ve druhé polovině 14. století nahradila kostel gotická novostavba. V průběhu staletí zažil kostel ještě mnoho přestaveb a dostaveb. Také celá Roudná byla mnohokrát drancovaná (zejména husitské období a obléhání Plzně Mansfeldovými vojsky v roce 1618) a přestavována. Dnešní podoba Roudné se začala formovat až po třicetileté válce.
První zmínka o Bolevci pochází z roku 1382, kdy jej vlastnila kapitula svatého Apolináře na Novém městě pražském. V roce 1460 ves s nebývale výstavnými usedlostmi koupilo město Plzeň, a to s úmyslem založit na zdejším území rybníky. Následovalo rychlé budování Bolevecké rybniční soustavy.
Na přelomu 18. a 19. století postupně dochází k přeměně z venkovského na městské osídlení s převahou obytné funkce. Koncem 19. století nastává rychlý rozvoj zástavby, spojený s nárůstem počtu obyvatel. V době připojení k Plzni v roce 1942 byl Bolevec největší vsí v Čechách. V té době již převážnou většinu usedlíků netvořili zemědělci, nýbrž dělníci. Podobným bouřlivým rozvojem na konci 19. a začátkem 20. století prošla i Košutka a Bílá Hora, dělnické domky vyrostly též na Zavadilce. Na počátku 20. století začala také výstavba nové vilové čtvrti Lochotín. Příčinou byl nejen rozkvět průmyslu v nedaleké Plzni, ale i zakládání nových podniků v blízkém okolí jmenovaných obcí (kolomazné pece v boleveckém polesí, pískovcové lomy a cihelny na Košutce, pivovar Prior i uhelné doly v okolí Bílé Hory, později i zkušební střelnice Škodových závodů na Orlíku aj.). Růstu napomohlo také zlepšení dopravní dostupnosti, zejména překlenutí řeky Mže novým Saským mostem (dnes Rooseveltův) v letech 1840–1850, výstavba císařské „plaské“ cesty v roce 1847 i stavba železnice Plzeň–Žatec v letech 1871–1873.
V roce 1903 bylo v Bolevci zavedeno první pouliční osvětlení, tehdy ještě pomocí petrolejových lamp. Elektrické osvětlení bylo vybudováno roku 1926. Roku 1903 byl rovněž zbudován samostatný bolevecký hřbitov – do té doby se pohřbívalo u kostela Všech svatých na Roudné. V červenci roku 1907 byl na Zavadilce otevřen poštovní úřad. První polovina 20. století se nesla ve znamení vzniku nejrůznějších obecních spolků (sbory dobrovolných hasičů, tělocvičné jednoty, ochotnické spolky i fotbalové kluby). Na březích Velkého boleveckého rybníka se scházeli příznivci jachtingu i windsurfingu.
Nešťastným způsobem poznamenala prostor obvodu Plzeň 1 první světová válka. V té době se plzeňské Škodovy závody staly největším producentem munice v celém Rakousku-Uhersku. Muniční továrna se nacházela v lesích severně od Bolevce (dnes areál Škoda JS). Dne 25. května 1917 však došlo v této továrně k mohutnému výbuchu, označovanému jako bolevecká katastrofa. Vzniklá tlaková vlna byla tak silná, že způsobila značné škody nejen v blízkém okolí (Třemošná, Bolevec, Zruč-Senec), ale až v centru Plzně, vzdáleném více než 6 km.
V roce 1929 začaly do Bolevce zajíždět autobusy.
Poklidný rozvoj několika dalších desetiletí zcela zvrátil rok 1972. V tomto roce začal zábor a likvidace mnoha objektů (bohužel někdy i velmi cenných). V období 1975 až 1989 byl pak celý prostor mezi Lochotínem, Košutkou a Bolevcem zastavěn panelovými sídlišti podle projektu Ing. arch. Jaroslavy Gloserové. Koncem 80. let začalo v západní části obvodu vznikat sídliště Vinice (dostavěno až v roce 1992), jehož pokračováním je v současné době dostavované sídliště Sylván. Nová bytová výstavba téměř pohltila historická jádra obcí a přerušila tradiční vazby na krajinu. Po roce 1989 výstavba tohoto typu poměrně rychle ustala. Od té doby změnila vzhled obvodu už jen výstavba několika bytových domů, mnoha rodinných domků a zejména do té doby zcela chybějící obchodní sítě. Vzniklo také několik menších firem. Nyní probíhá snaha o skloubení tohoto rozmanitým způsobem zastavěného území v jeden harmonický celek.
Roku 1980 byl zahájen provoz tramvajové trati Bory–Košutka. V roce 1990 začaly jezdit tramvaje i na trati Slovany–Bolevec (trať byla stavěna v letech 1983–1986).

## Charakteristika

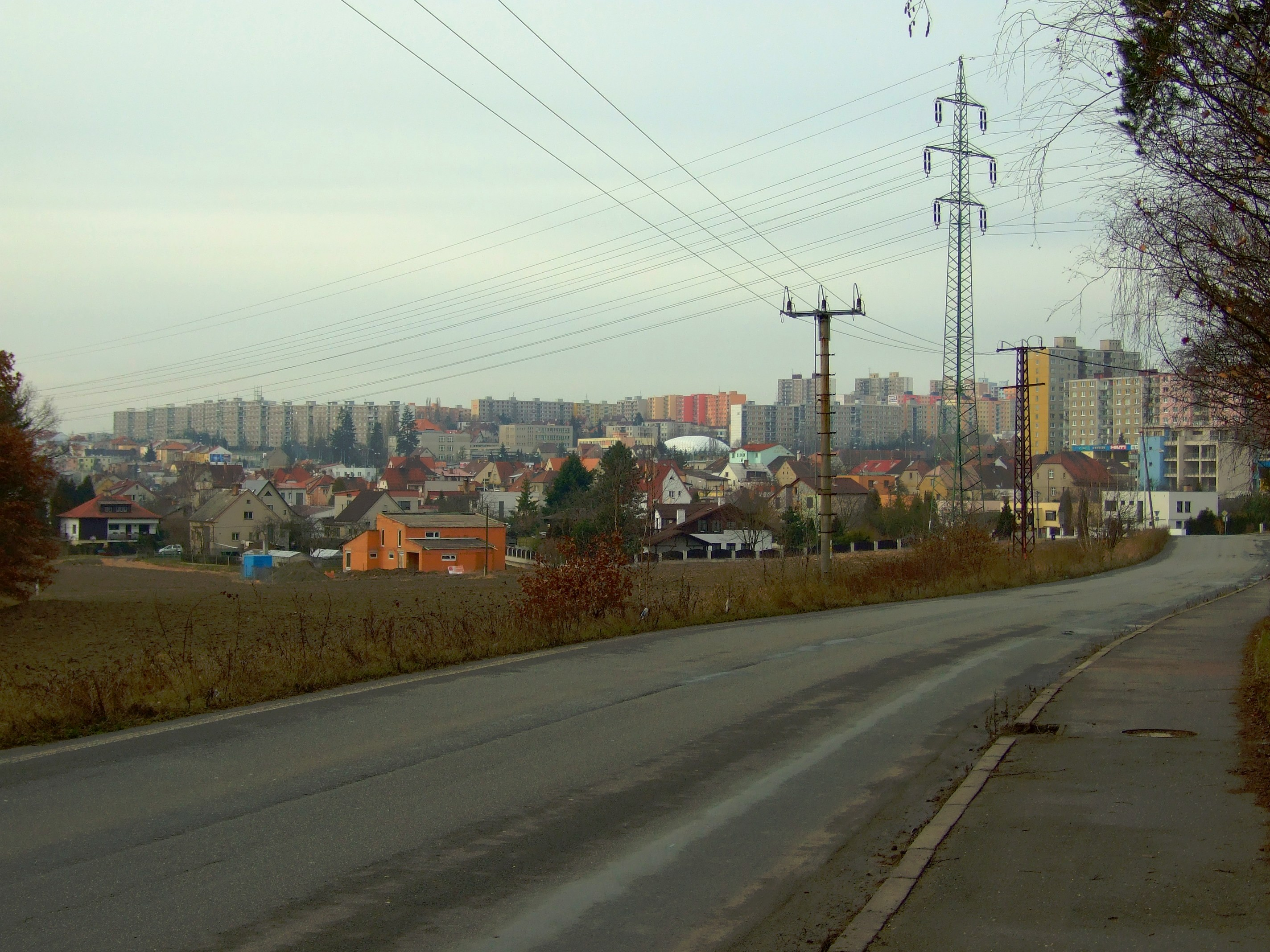
Pohled na panelová sídliště od Boleveckých rybníků

Jižní část městského obvodu Plzeň 1 zaujímá intenzivní zástavba městského typu, zatímco v severní části se nachází rozsáhlá, hustě zalesněná rekreační oblast v okolí Boleveckých rybníků. Dříve samostatné osady (Roudná, Košutka, Bolevec, Bílá Hora) byly ve 20. století propojené v téměř souvislý celek. Z původní historické zástavby se dochovalo jen několik objektů na Roudné (včetně kostela Všech svatých), jádro vsi Bolevec a hospodářský dvůr Košutka.
Původní, převážně zemědělský charakter oblasti po připojení k Plzni a výstavbě panelových sídlišť téměř vymizel. Rozsáhlejší úseky orné půdy zůstaly zachovány pouze v okolí Velkého boleveckého rybníka (zejména v jeho jižním sousedství) a severně od sídliště Vinice. Hospodářské využití Boleveckých rybníků a lesů ustoupilo do pozadí – celá oblast je přednostně využívána k rekreaci. Také těžba uhlí a pískovce byla zastavena, zanikly i košutecké cihelny. K významným průmyslovým podnikům však stále patří areál Škoda JS, fungující od roku 1956 v areálu bývalého muničního závodu Škodových závodů při severním okraji katastru Bolevec.

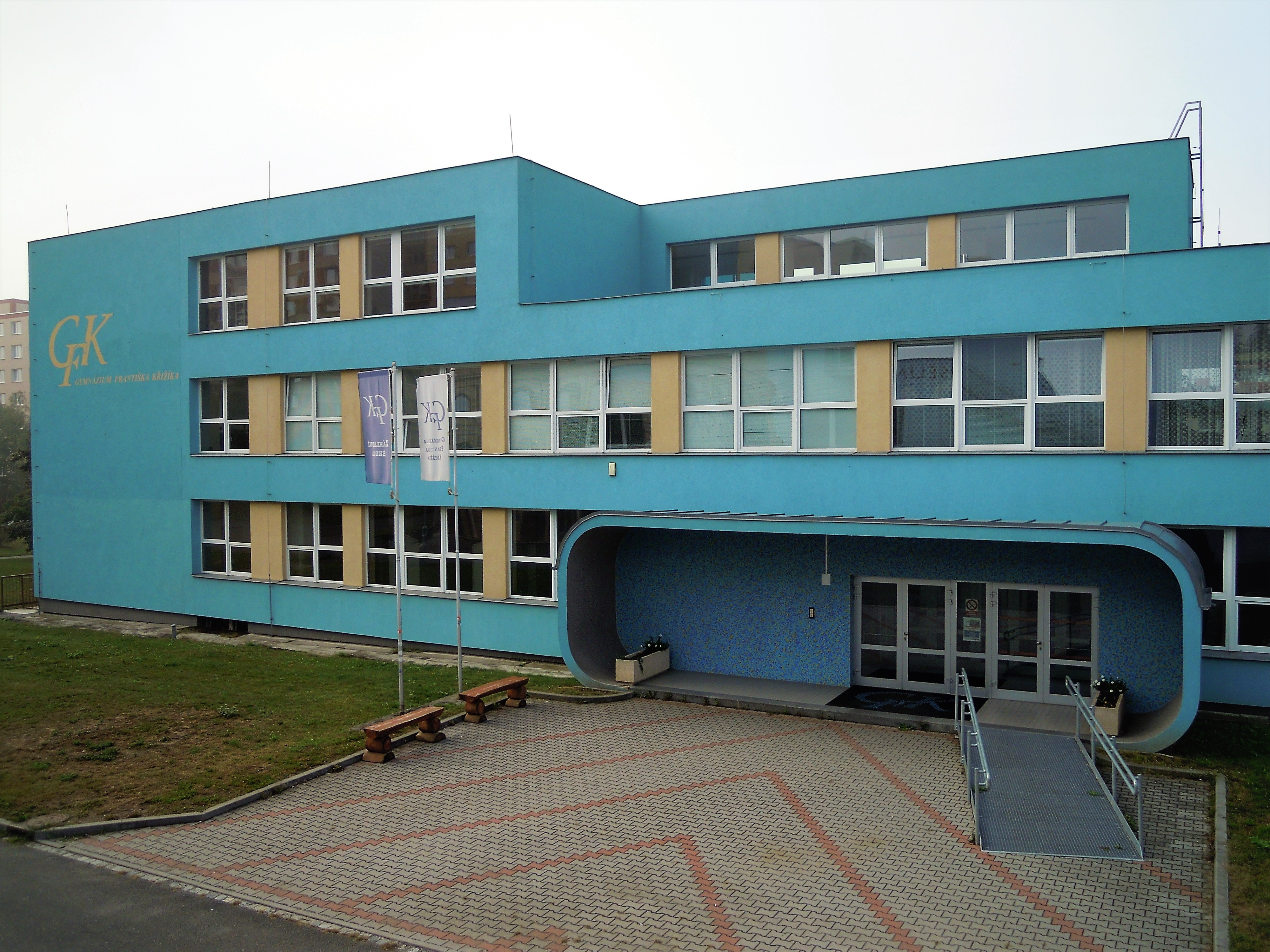
Gymnázium Františka Křižíka

V městském obvodu Plzeň 1 se nachází mnoho institucí, které jsou důležité a nezbytné pro celé město. Nejvýznamnější z nich je nový areál Fakultní nemocnice Plzeň na Lochotíně, který byl budován v několika etapách od roku 1979. Na Karlovarské třídě sídlí Lékařská fakulta Univerzity Karlovy. Školství dále reprezentuje 14 mateřských škol, 9 základních škol, vyšší odborná škola zdravotnická, Gymnázium Františka Křižíka, střední zdravotní škola, střední odborná škola dopravní a učiliště a dále 2 základní umělecké školy. V obvodu se nachází také 4 pobočky Knihovny města Plzně (Bílá Hora, Bolevec, Lochotín, Vinice).

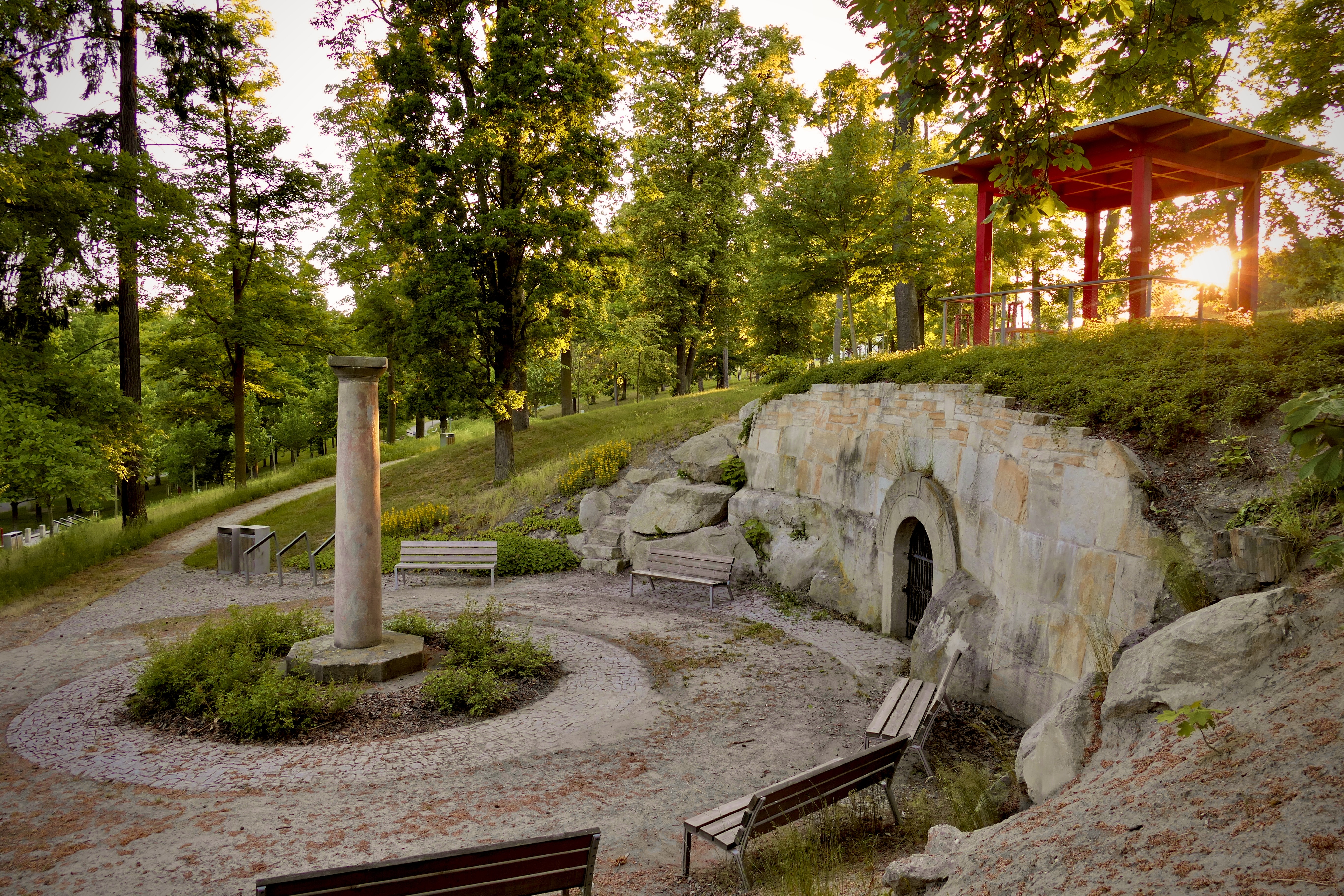
Lochotínský park

Obvod nabízí dobré možnosti nákupů i služeb. Součástí základních škol jsou velká sportovní hřiště, která dále doplňuje Sportovní areál Prokopávka mezi Seneckým a Velkým boleveckým rybníkem a také pumptrack u Třemošenského rybníka. Severně od budovy 1. ZŠ se nachází dětské dopravní hřiště.
K přírodním rekreačním zónám patří zejména rozsáhlá oblast Boleveckých rybníků s četnými turistickými trasami, dále Zoologická a botanická zahrada města Plzně nebo Lochotínský park.

### Přírodní podmínky

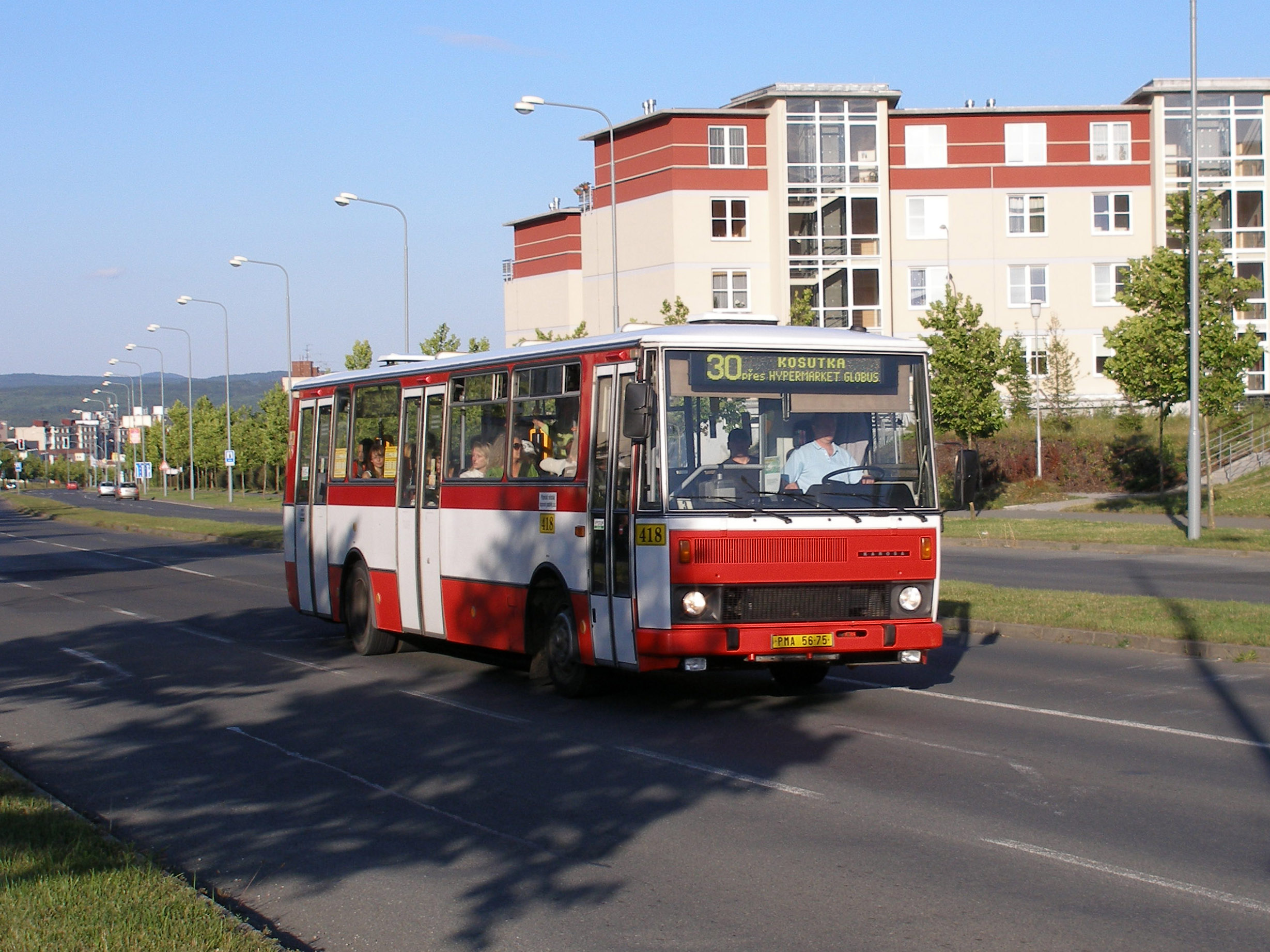
Autobus Karosa B 731 na lince č. 30 přijíždí na Košutku

Městský obvod Plzeň 1 leží převážnou většinou v Hornobřízské pahorkatině, která je součástí Plaské pahorkatiny.  Pouze nejjižnější části obvodu podél řeky spadají již do Touškovské kotliny, která patří Plzeňské kotlině. Nadmořská výška dosahuje nejnižších hodnot na břehu Berounky pod Bílou Horou (asi 298 m n. m.), ovšem směrem k severu i západu stoupá až ke 400 m n. m. Nejvyšší bod celého území (425 m n. m.) se nachází na hranicích s Chotíkovem nad rozvodnou v Krašovské ulici.
Geologické podloží tvoří zejména sedimentární horniny mladších prvohor (karbon, perm) – pískovce a arkózy, slepence, prachovce či jílovce. V karbonu zde místy vznikala i nevelká ložiska černého uhlí. Ve čtvrtohorách byly v pásu od Velkého rybníka ke Košutce uloženy větrem unášené spraše. Pískovce, uhlí i spraš (cihlářská hlína) se v 19. – 20. století intenzivně těžily.

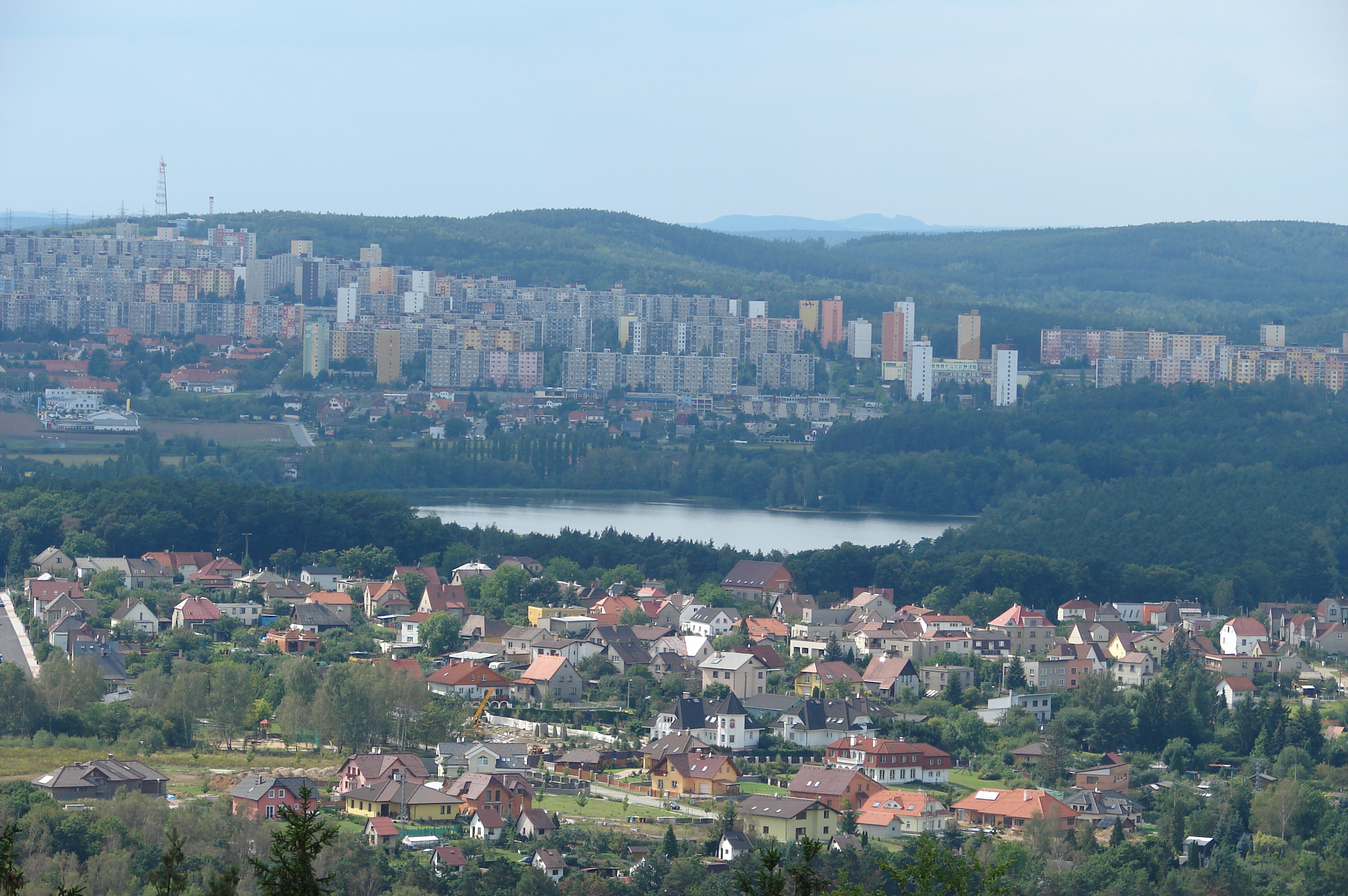
Velký bolevecký rybník mezi Bolevcem a Bílou Horou

Téměř celý prostor městského obvodu náleží povodí Boleveckého potoka, který pramení na jihovýchodním svahu vrchu Krkavec. Tento potok napájí soustavu Boleveckých rybníků a následně se vlévá od severu do Berounky jako její první, levostranný přítok. Prostor jižně od zoologické zahrady je bezejmennými strouhami odvodňován přímo do řeky Mže, která tvoří jižní hranici městského obvodu. Pod Roudnou se Mže spojuje s Radbuzou a vytváří tak Berounku, která ohraničuje městský obvod na východě. I přes zásadní změny krajiny ve 20. století přetrvávají na severu Plzně některé původní prameny, jako je Studánka Petrovka nebo pramen na Bolevecké návsi.

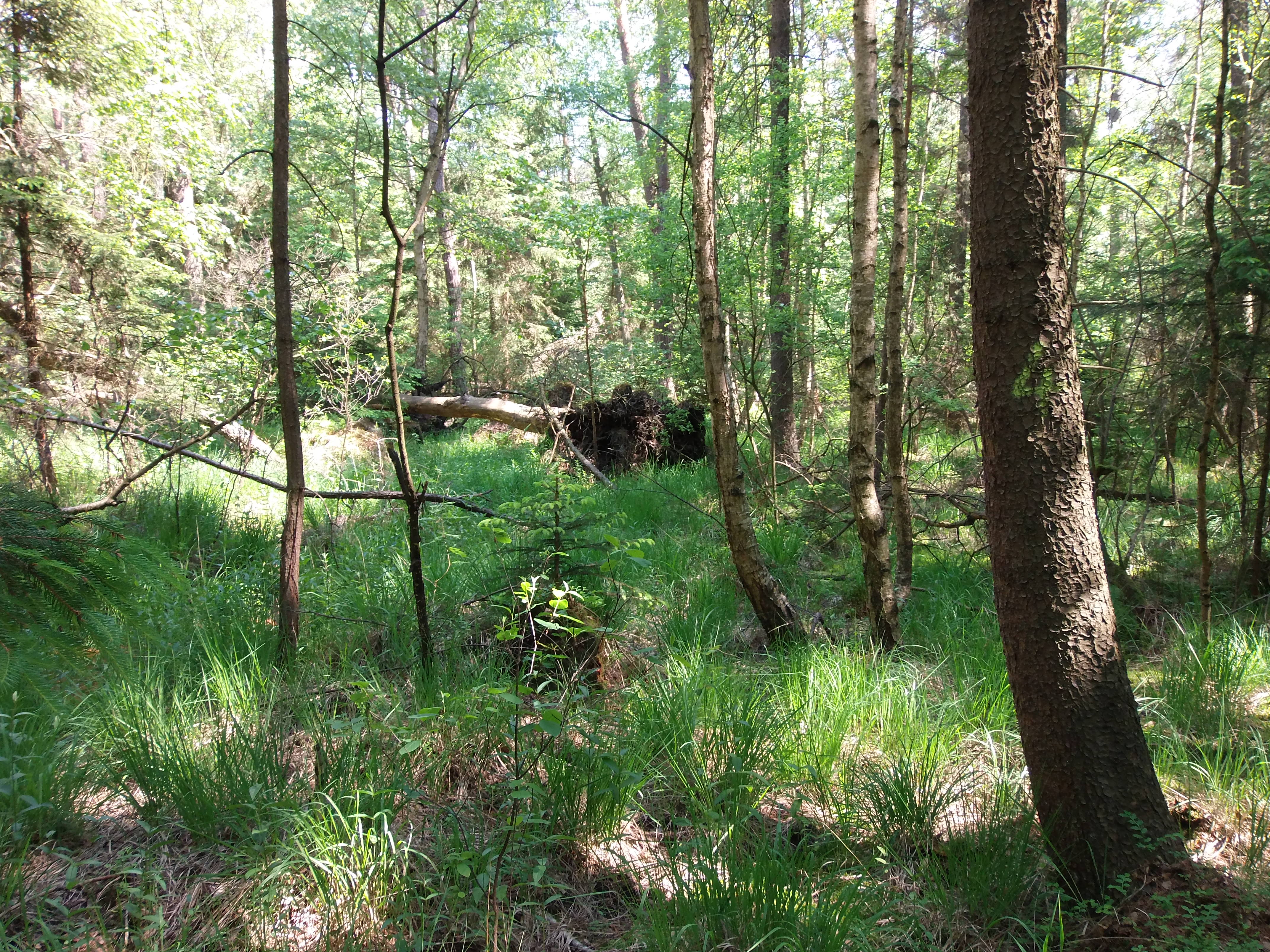
Přírodní rezervace Kamenný rybník

Městský obvod Plzeň 1 se v rámci podnebí České republiky nachází v mírně teplé klimatické oblasti MT11. Celkový roční úhrn srážek činí 450–500 mm, průměrná roční teplota dosahuje 9–10°C. Detailní informace o lokálních podmínkách získávají dvě meteorologické stanice, umístěné v Arboretu Sofronka a při budově ČHMÚ pod vrchem Mikulka, severně od Fakultní nemocnice Lochotín.
Půdy jsou spíše chudé a písčité. Původně v oblasti rostly zejména borové doubravy, v okolí vodních toků se vyskytovaly lužní lesy s olšemi a jasany. Místy se vyskytovala drobná rašeliniště. Zatímco jižní část obvodu tvoří od 2. poloviny 20. století téměř souvislá obytná zóna, na severu na ni navazují rozsáhlé lesy s ceněným místním ekotypem borovice lesní, doplněné několika chráněnými územími (Kamenný rybník, Petrovka, Doubí, Přírodní park Berounka). Velký význam pro místní přírodu má jedinečná, pozdně gotická soustava Boleveckých rybníků, která poskytuje prostor pro množství vlhkomilných a vodních rostlin i živočichů, především ptáků.

### Doprava
Plzeň 1 má dobrou dopravní obslužnost. Územím obvodu procházejí důležité silniční tahy na Žatec a Karlovy Vary, což ovšem zhoršuje životní prostředí v jejich blízkosti. Plaská ulice je součástí silnice I/27 a svým umístěním kopíruje původní císařskou cestu směrem na Žatec a do Saska z roku 1847. Východně od ní probíhá též železniční trať Plzeň–Žatec.
Páteří městské hromadné dopravy jsou tramvajové linky 1 (z Bolevce) a 4 (z Košutky), vedoucí do centra města a dále na Slovany, respektive na Bory. Tramvajové tratě se do sídliště přibližovaly postupně v letech 1973 (krátká větev přes dnešní Most generála Pattona), 1980 (dnešní konečná Košutka Jesenická), 1986 (dnešní točna Mozartova) a 1990 (dnešní konečná Bolevec Tachovská).
Městská hromadná doprava je dále zajišťována autobusovými linkami č. 20 (obsluha Bílé Hory a Roudné), 24, 25, 27, 30, 33, 34, 40, 41, 56 (obsluha sídliště Vinice) a 58.
Sídliště Vinice mělo být v 90. letech výhledově také napojeno na tramvajovou síť, dokonce vznikl i široký travnatý pás v ulici Na Chmelnicích. Z tohoto návrhu kvůli společenským změnám po roce 1989 sešlo a teprve v posledních letech se projekt znovu stává aktuálním. Současně se uvažuje o zavedení trolejbusové dopravy – došlo by tak téměř po 50 letech k opětovnému návratu trolejbusů na levý břeh řeky Mže.

## Obyvatelstvo
Plzeň 1 je druhým nejlidnatějším městským obvodem Plzně. Při sčítání obyvatel v roce 2021 měl 48,5 tisíce obyvatel. K postupnému zvyšování počtu obyvatel docházelo od konce 19. století v souvislosti s průmyslovým rozvojem celého města, k nejvýraznějšímu růstu však došlo až v souvislosti s výstavbou panelových sídlišť v závěru 20. století.

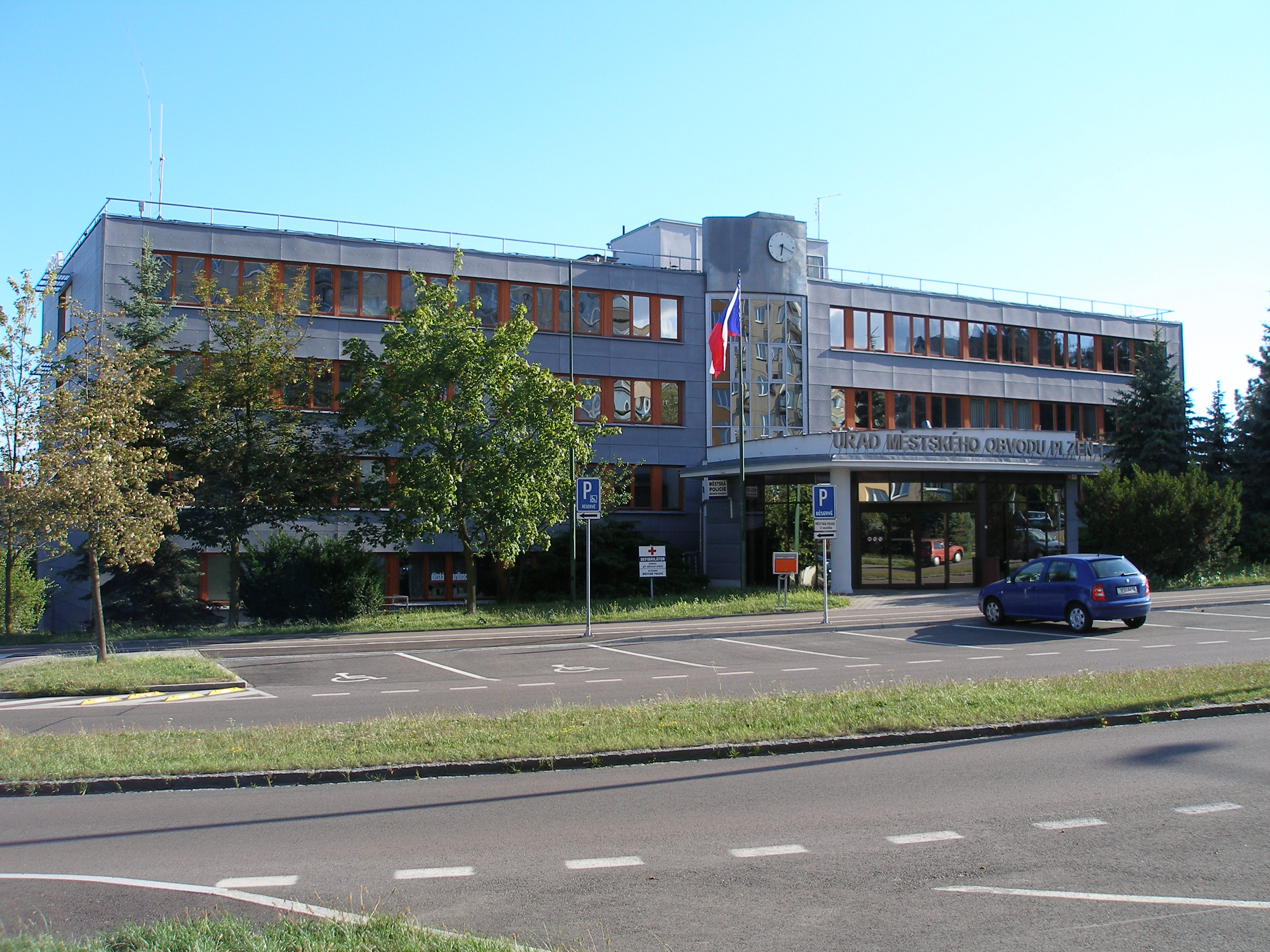
Budova Úřadu městského obvodu Plzeň 1

| 1869 | 1880 | 1890  | 1900  | 1910  | 1921  | 1930  | 1950  | 1961   | 1970  | 1980   | 1991   | 2001   | 2011   | 2021   |
| ---- | ---- | ----- | ----- | ----- | ----- | ----- | ----- | ------ | ----- | ------ | ------ | ------ | ------ | ------ |
| 504  | 681  | 1 002 | 2 255 | 2 868 | 2 763 | 4 175 | 4 482 | 14 897 | 9 770 | 29 949 | 51 895 | 51 887 | 50 237 | 48 572 |

### Vedení obvodu
Zastupitelstvo Plzně 1 se skládá z 27 zastupitelů. V čele obvodu stojí od října 2022 starostka Ivana Bubeníčková (ANO). Vedení obvodu dále tvoří Miroslav Šuma (ANO), Jiří Uhlík (PRO PLZEŇ), Jiří Rezek (Piráti). Předsedou kontrolního výboru byl zvolen Štěpán Krňoul (KDU-ČSL).

### Osobnosti
Mezi významné plzeňské osobnosti, spjaté s obvodem Plzeň 1 patří:
- Prof. Dr. Ing. Josef Sigmond (1868–1956), městský lesní rada a profesor lesnické fakulty v Praze[33]
- Josef Horák (1874–1960), hudební skladatel a vojenský kapelník[34]
- Ota Horáková (1904–1969), operní zpěvačka, pedagožka, zasloužilá umělkyně[35]
- PhDr. Václav Kuchynka (1921–1974), spisovatel, literární historik, historiograf Plzně, vysokoškolský pedagog[36]
- MUDr. Josef Popilka (1908–1977), primář vojenské chirurgie a nositel Medaile Jana Evangelisty Purkyně
- Jiří Kovařík (1932–1994), akademický malíř[37]
- Generálmajor Jan Prokop (1911–2004), pilot RAF[38]

## Pamětihodnosti

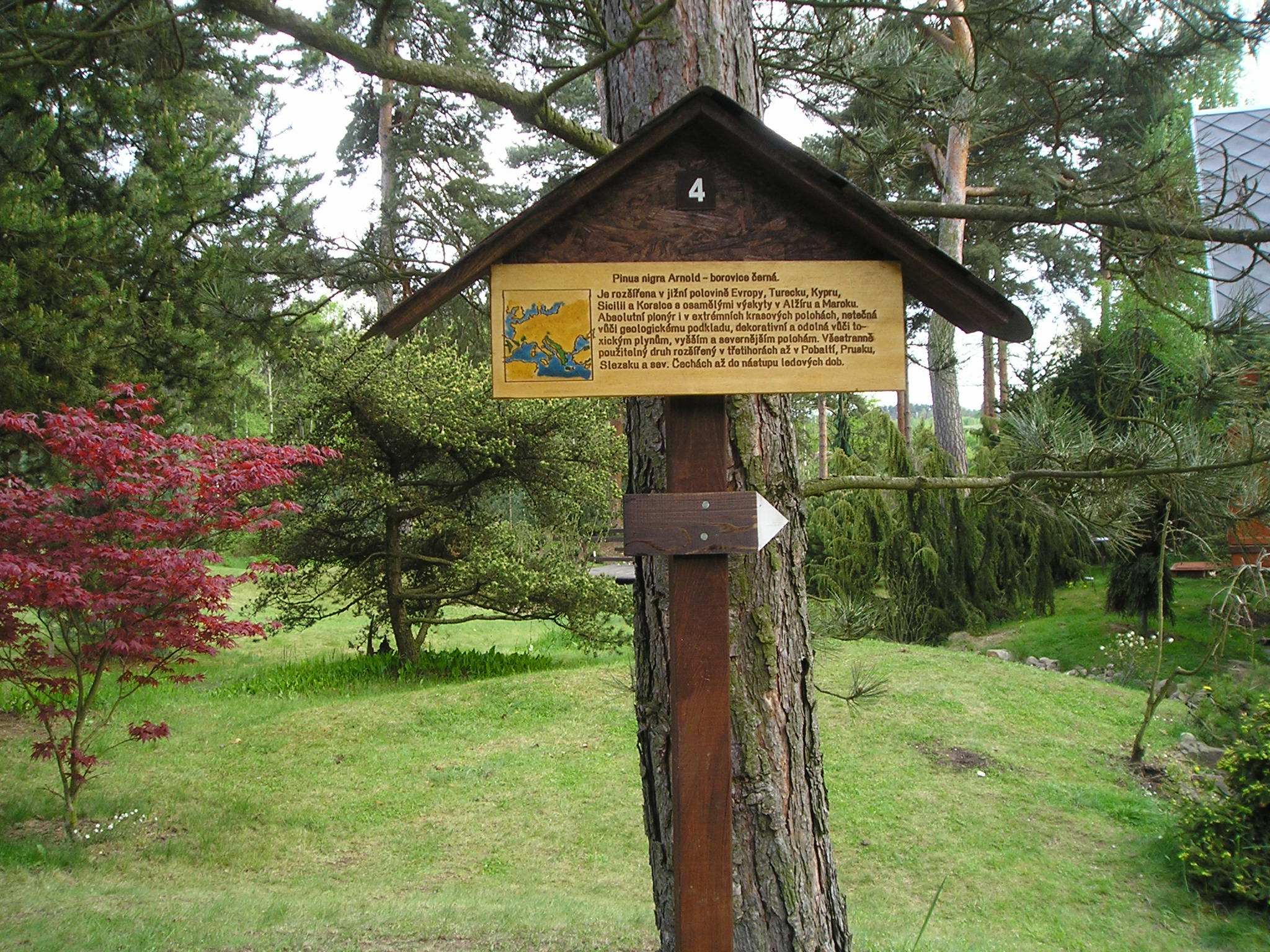
Naučná stezka v arboretu Sofronka

### Arboretum Sofronka
Arboretum na severním okraji Plzně vzniklo v roce 1956 jako detašované pracoviště Výzkumného ústavu lesního hospodářství a myslivosti poté, co byl Československou akademií zemědělských věd vypsán výzkumný úkol „Šlechtění borovice“. Od roku 1956 do současné doby bylo na ploše arboreta vysázeno 61 druhů borovic z celého světa a tato unikátní sbírka se stala jednou z největších na euroasijském kontinentu. V současné době je reprezentativně zastoupeno 16 druhů borovice, které se zde úspěšně adaptovaly, dalších 14 druhů přežilo v jednom nebo několika exemplářích. Ostatní zkoušené druhy vyhynuly buď po první zimě, nebo během několika málo let. Jedinečnost arboreta ovšem nespočívá jen v samotném počtu druhů, ale v několika desítkách až stovkách zeměpisných odchylek a variant (proveniencí) některých druhů. Díky tomu lze dobře studovat proměnlivost borovic v rámci jednoho druhu vlivem různých stanovišť v odlišných zeměpisných oblastech. Na Sofronce lze pozorovat zejména 256 variant (proveniencí) borovice lesní (Pinus sylvestris) s územním rozptylem od severního polárního kruhu po Turecko a od Skotska po Čínu. Větším počtem proveniencí je zastoupena rovněž borovice Banksova (Pinus banksiana), borovice pokroucená (Pinus contorta) či borovice černá (Pinus nigra). 
Na podzim roku 2009 bylo Výzkumným ústavem toto pracoviště zrušeno a předáno Správě veřejného statku města Plzně. Vzhledem k nově nabízeným vzdělávacím aktivitám byla v areálu vybudována venkovní učebna a centrum lesní pedagogiky s výběhem daňků i další prvky (povalový chodník, prolézačky). V roce 2010 byla otevřena naučná stezka, seznamující návštěvníky s pestrými variantami rodu borovice. 30. září 2014 byla následně zpřístupněna další naučná stezka, věnovaná včelám a včelařství.

### Bolevecké rybníky

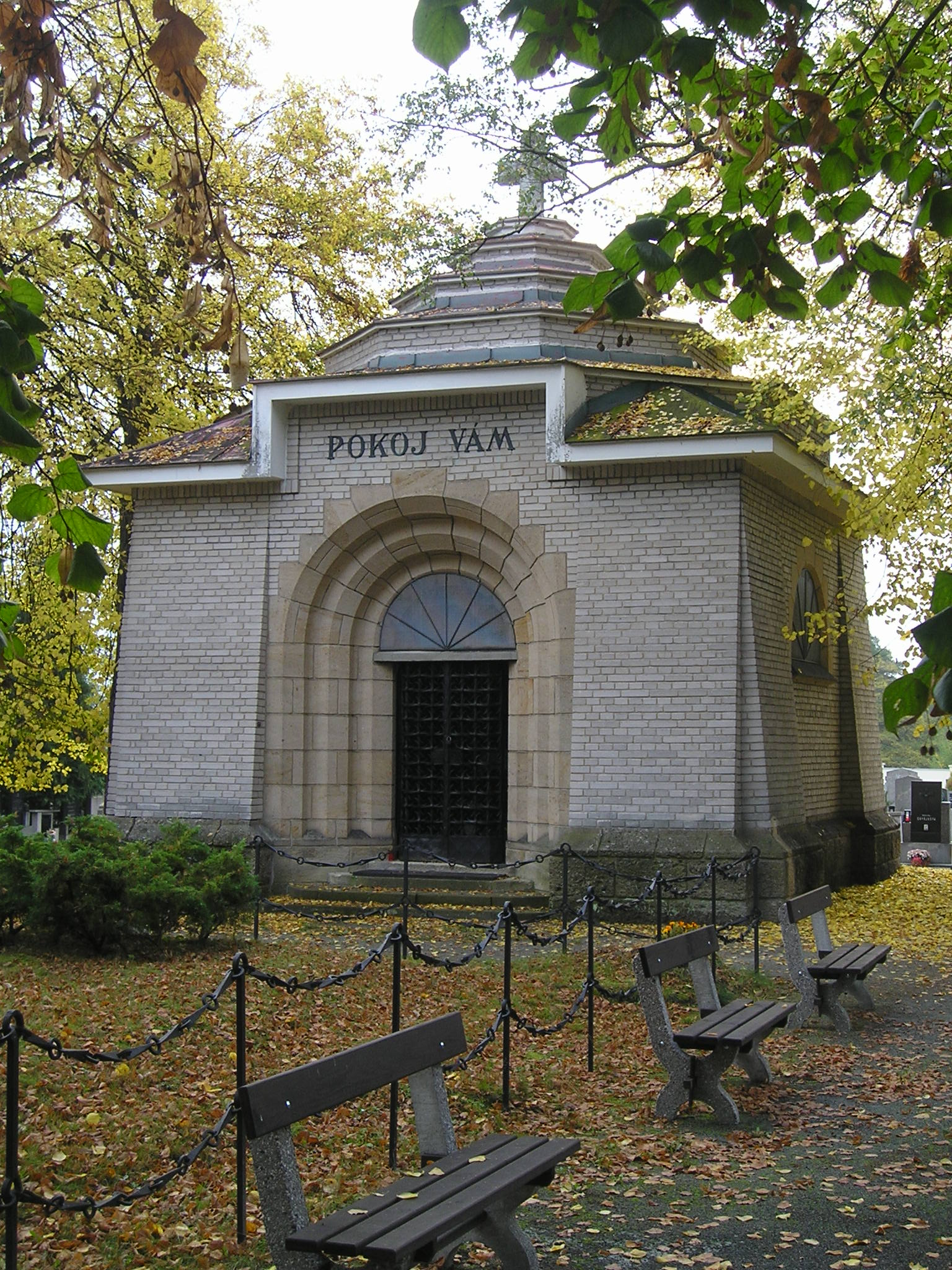
Kaple sv. Vojtěcha na boleveckém hřbitově

Severní část obvodu Plzeň 1 zaujímá starobylá Bolevecká rybniční soustava – rozsáhlý ekosystém deseti rybníků v nivě Boleveckého potoka a jeho drobných přítoků. Spolu s okolními lesy je rybniční soustava významnou rekreační zónou pro obyvatele Plzně. Z technického i krajinářského hlediska se jedná o jedinečné a monumentální pozdně gotické dílo, které časově předstihlo i budování známější soustavy třeboňské. První z rybníků byl založen v roce 1461 a další nádrže rychle následovaly. Během třicetileté války byla rybniční soustava zanedbána, rybníky zpustly a některé z nich zcela zanikly. Od konce 17. století však město Plzeň opět usilovalo o obnovu zanedbaných boleveckých rybníků. V druhé polovině 18. století také město začalo rybníky místo přímé správy pronajímat. Mezi nájemci se nejprve objevují jednotliví plzeňští měšťané, později však nádrže využíval i Měšťanský pivovar, který zde v zimním období získával led k chlazení piva. Od počátku 20. století jsou rybníky hojně využívány k rekreaci, zatímco jejich hospodářský význam byl omezen.

### Hřbitov Bolevec
Bolevecký hřbitov byl při Plaské silnici (směrem do Třemošné) zřízen roku 1903, po uzavření hřbitova u kostela Všech svatých na Roudné, kam do té doby bolevečtí občané své zemřelé ukládali. Právě na tomto místě se nachází hromadný hrob obětí výbuchu v muniční továrně Škodových závodů. Na památku zemřelých dělníků byla v letech 1917–1920 v těsné blízkosti hrobu postavena kaple sv. Vojtěcha v kubizujícím stylu. Projekt pro výstavbu vytvořil rakouský architekt Robert Oerlych. Vitrážová okna, zobrazující sv. Václava a sv. Jana Nepomuckého navrhl Vojtěch Hynais. Mimoto je na boleveckém hřbitově k vidění mnoho zajímavých funerálních plastik a nachází se zde i díla významných sochařů (Václav Koukolíček, František Bílek, Hanuš Zápal a další).

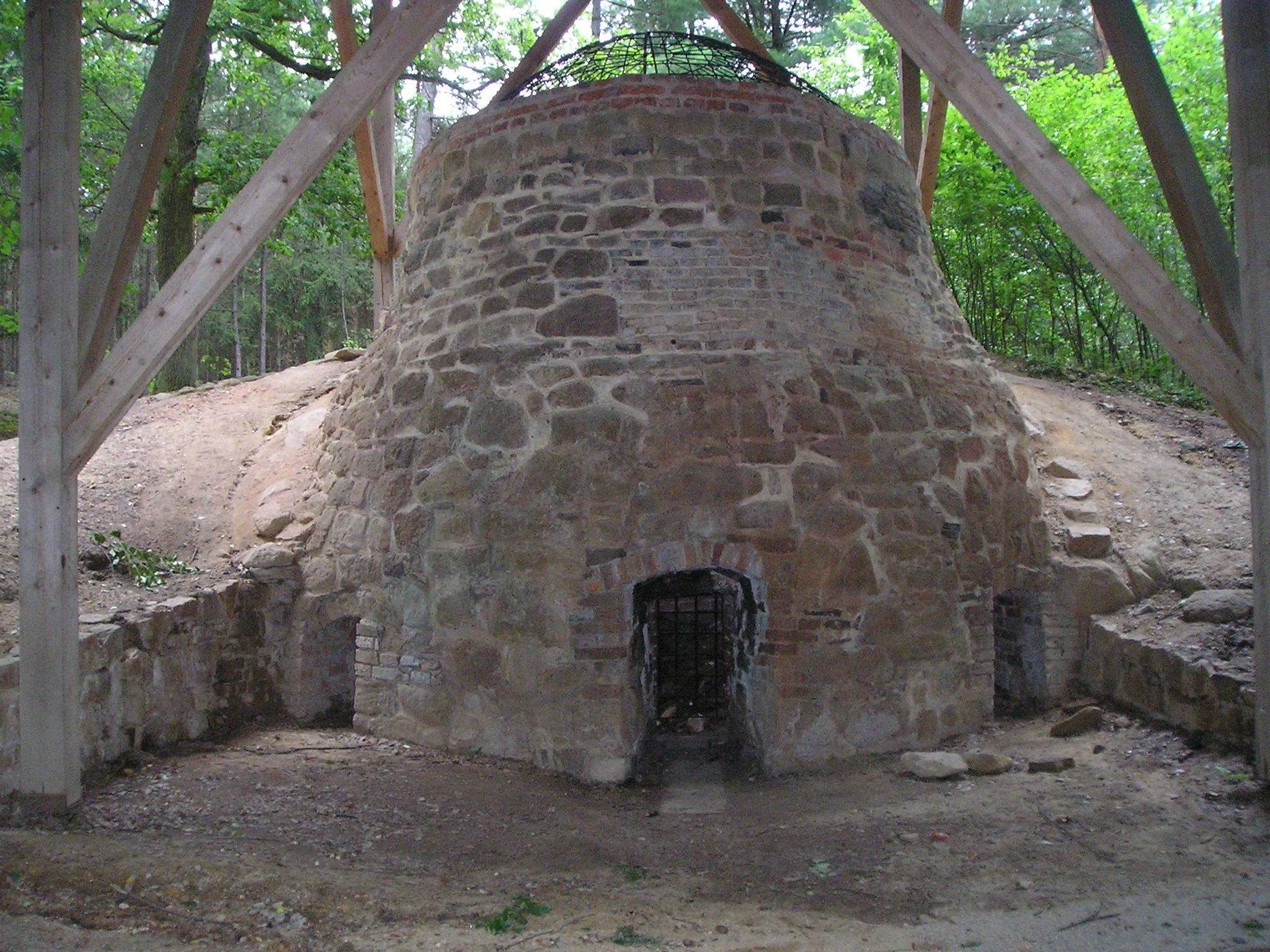
Kolomazná pec od západu

### Kolomazná pec
Kolomazná pec je unikátní technická památka, která se nachází v polesí Branty na severním okraji přírodní rezervace Kamenný rybník. Jedná se o jednu z nejzachovalejších pecí svého druhu ve střední Evropě a zároveň zřejmě jedinou dosud stojící v České republice, přestože se v době pozdního středověku a novověku jednalo o poměrně častá zařízení. Od roku 1963 je chráněna jako kulturní památka.
Pec, patrně z 19. století, je dokladem tradiční výroby dehtu a odvozených produktů. Dehtářství a kolomaznictví, v současnosti již zaniklé, patří do skupiny tak zvaných lesních řemesel. Dehtárny stávaly v těsné blízkosti základní a zcela nezbytné suroviny – dřeva, tedy na okrajích lesních porostů. Uplatnění dehtu bylo všestranné – užíval se jako všeobecný konzervační a impregnační prostředek v mnoha různorodých oblastech. Z dehtu vyráběná kolomaz byla univerzálním mazadlem až do závěru 19. století, kdy její používání vytlačila průmyslová výroba minerálních olejů a dalších maziv.

### Pecihrádek
Pecihrádek je zachovalé pozdně středověké tvrziště na ostrohu nad řekou Berounkou proti kostelu svatého Jiří, jižně od čtvrti Bílá Hora. Jeho pozůstatky jsou chráněny jako kulturní památka ČR.
Přirozeně chráněná poloha na ostrožně nad řekou zaujala již pravěké obyvatelstvo. Patrně zde bylo výšinné sídliště chamské kultury z období eneolitu, dále bylo prokázáno i osídlení z doby halštatské mohylové kultury. Středověká tvrz stála na místě snad již od konce 13. století, její stavitel však není znám. Jednalo se zřejmě o drobného šlechtice, který si nad ohybem Berounky vystavěl sídlo pro svou rodinu. Počátkem 14. století tvrz vyhořela a už nebyla obnovena. Přilehlý hospodářský dvůr však mohl fungovat až do konce 15. století, jak naznačují nálezy keramických zlomků. Nejpozději v této době pak bylo zaniklé tvrziště s přilehlými pozemky prodáno městu Plzeň.
Tvrziště je ze západu a z jihu chráněno strmými svahy, zatímco na severu a severovýchodě je terén rovinatý. Z této přístupové strany je proto hrádek obehnán dobře dochovaným, 3–5 metrů hlubokým příkopem, který doplňuje val. Na Pecihrádku chybí pozůstatky zděných konstrukcí i nálezy zbytků malty. Lze proto předpokládat, že stavby byly převážně dřevěné, snad jen s nízkou kamennou podezdívkou.

### Starý Bolevec

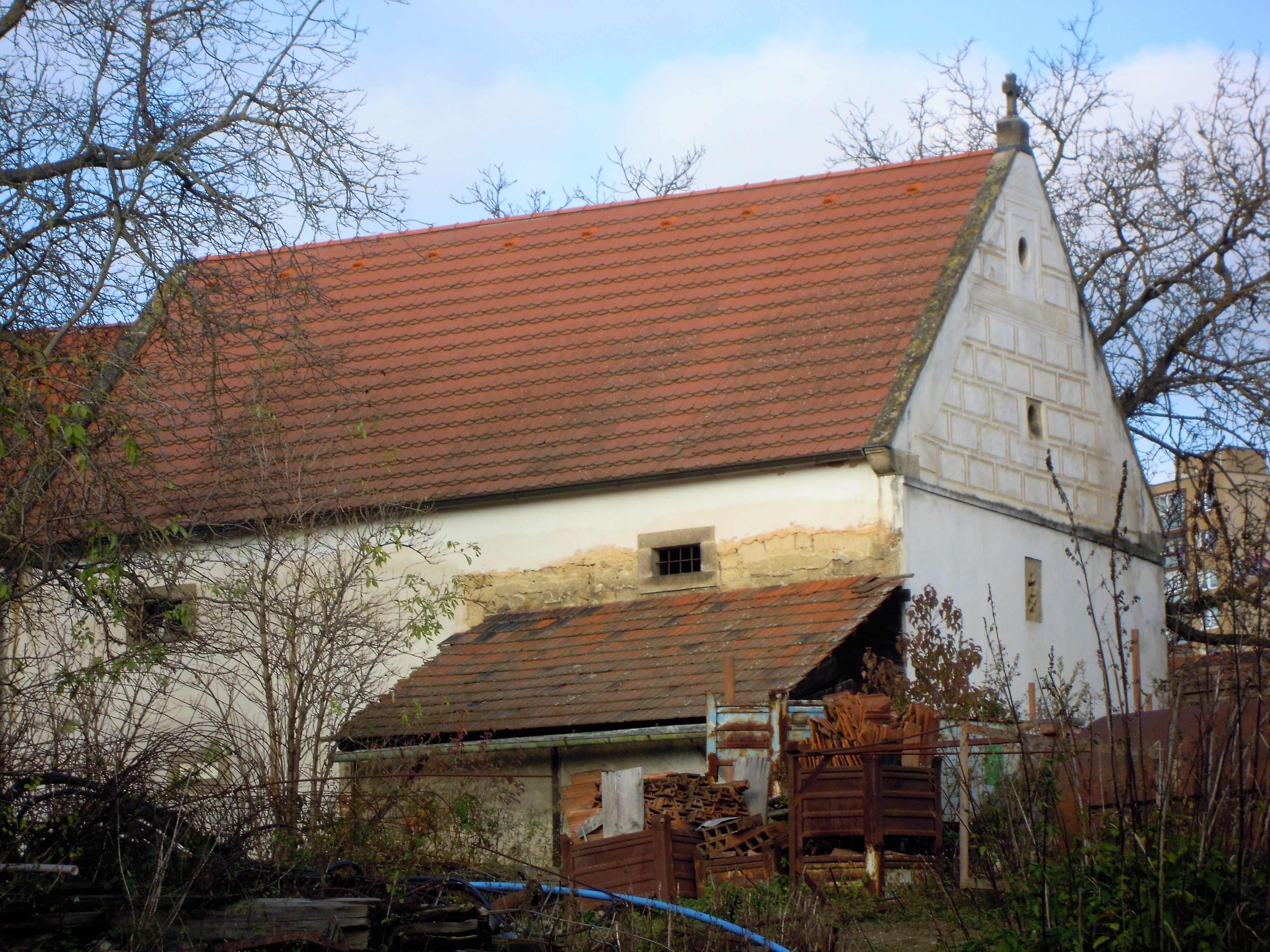
Sýpka usedlosti čp. 7 se zdobeným štítem

I přes okolní panelové sídliště zůstává jádro vsi Bolevec nadále cenným a jedinečným urbanistickým celkem s výraznými doklady lidové architektury. V roce 1995 bylo dochované historické jádro prohlášeno chráněnou památkovou zónou lidové architektury. Památkově chráněné jsou usedlosti čp. 1 a 7 a domy čp. 10 a 30. Převážná část objektů pochází z 18.–20. století, při výstavbě byly ovšem použity fragmenty starších, někdy i pozdně středověkých domů. Hlavním stavebním materiálem byl pískovec, který se těžil například kolem kostela Všech svatých na Roudné. Až koncem 19. století se ve větší míře uplatnily ve zdivu i cihly. Ještě v druhé polovině 19. století měly některé objekty roubenou konstrukci, dodnes se však dochovaly pouze v domech čp. 7, 10 a 30. Částečně roubenou světnici má též usedlost čp. 1. Střechy byly obvykle pokryté došky a jen vzácně šindelem. Až na počátku 20. století je vytlačily bezpečnější (nehořlavé) krytiny z pálených tašek. Došková střecha zůstala zachována jen u obytného stavení čp. 1.

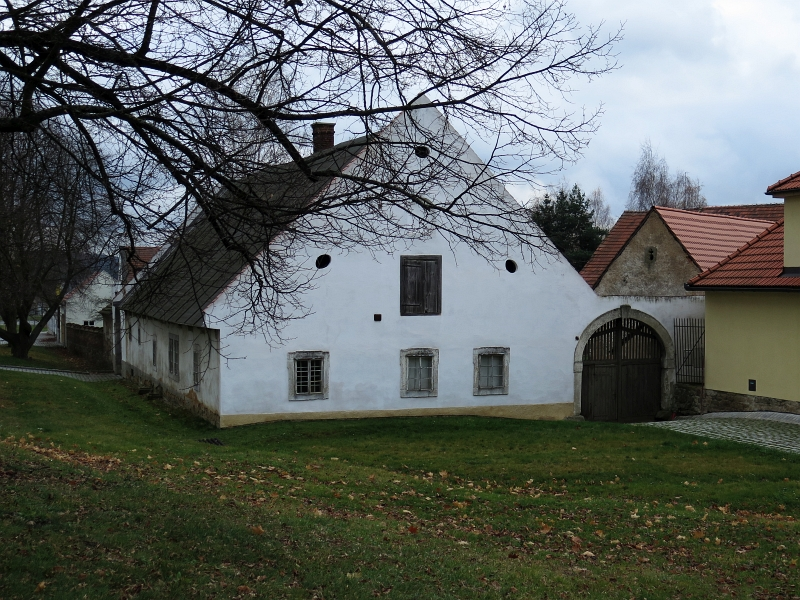
Obytný dům usedlosti čp. 1

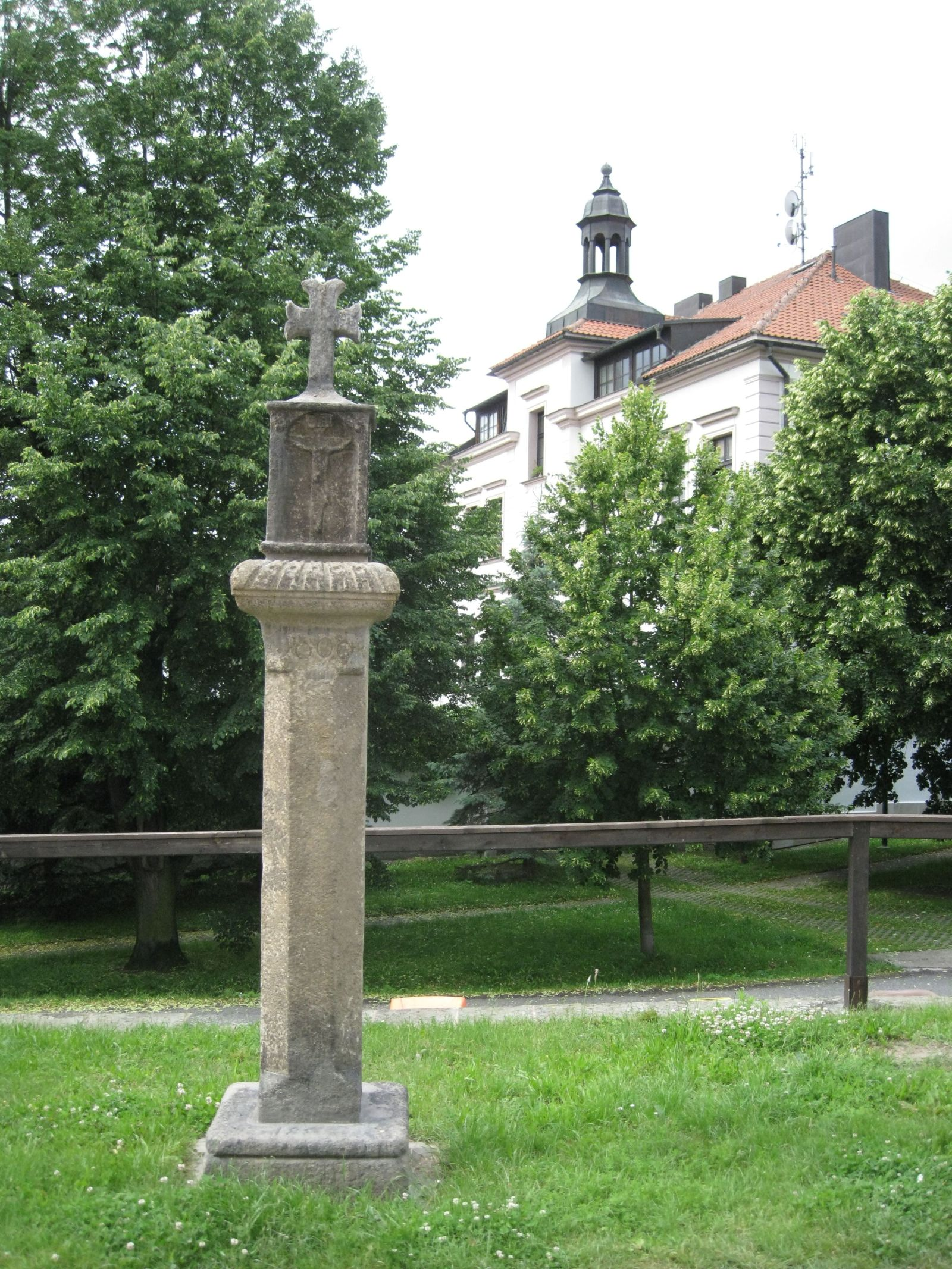
Gryspekovská boží muka v Bolevci

Historickému jádru Bolevce dominuje usedlost čp. 1, neboli selský statek „U Matoušů“. První zmínka o tomto dvoře pochází z roku 1635, ačkoliv usedlost je zřejmě výrazně starší. Po únorových změnách v roce 1948 usedlost převzalo místní JZD a statek sloužil do poloviny 70. let pro chov selat a prasat i jako skladiště požární techniky. Postupně chátral, ovšem současně se díky tomu dochoval v původním stavu bez mladších stavebních zásahů. Kompaktně zachovaná, mimořádně hodnotná usedlost klasicistního původu nemá svojí zachovalostí obdoby nejen na Plzeňsku, ale i v širší oblasti českého západu. Již od 3. května 1958 byl statek památkově chráněný. V devadesátých letech 20. století byl vrácen původním majitelům. V roce 2004 město Plzeň usedlost vykoupilo a roku 2007 předalo do správy Národního památkového ústavu, územního odborného pracoviště v Plzni. Dne 1. července 2008 byl statek prohlášen národní kulturní památkou. Od srpna roku 2019 probíhala obnova dvora, aby mohl být tento mimořádně hodnotný objekt zpřístupněn veřejnosti. Po rekonstrukci se statek návštěvníkům otevřel na začátku června 2021.
V prostoru starého Bolevce se nachází rovněž troje památkově chráněná boží muka a mariánský sloupek ze 17. století. Na současná místa byla přenesena z blízkého okolí v souvislosti s výstavbou panelových domů.